# Shikari
Shikari è un personaggio dei fumetti pubblicati da DC Comics. È una supereroina del futuro dell'Universo DC e un membro della Legione dei Super-Eroi. È stata creata da Dan Abnett, Andy Lanning e Olivier Coipel e comparve per la prima volta in Legion Lost n. 1.
Alcuni fan affermarono che i suoi poteri di rintracciamento erano simili, come funzionamento, ai poteri di monitoraggio di Dawnstar, un membro della versione precedente della Legione. Abnett e Lanning hanno frequentemente negato che fosse una nuova versione del personaggio precedente.
Il suo nome è una parola indi per "cacciatore", e deriva da shikar, "caccia".

## Biografia del personaggio
Shikari è un membro dei Kwai, una razza nomade di insetti umanoidi che vivevano nella "Seconda Galassia", e che furono perseguitati e oppressi dalla xenofobica Progenie, un'altra razza insettoide. Si incontrarono per la prima volta quando seguendo la comparsa di quella che sembrava una nuova "stella ferale", che i Kwai consideravano di buona fortuna. A differenza dei suoi compagni Kwai, Shikari era una ribelle, mostrando stizza, tendenze solitarie ed aggressive, incluso l'utilizzo del suo esoscheletro retrattile per combattere invece che per semplice protezione nel vuoto dello spazio.
Incontrò la Legione per la prima volta quando per caso inciampò nei membri rimanenti dell'avamposto della squadra, al cui interno vi erano numerosi Legionari in stasi, mentre fuggiva da un attacco della Progenie. Un ologramma di Element Lad, attivato dalla sua entrata nell'avamposto, tentò di spiegarle come la squadra fu lanciata nel tempo e nello spazio a causa di una spaccatura che dallo spazio li lanciò ad una distanza molto grande. I Legionari furono risvegliati dall'attacco della Progenie, e aiutarono Shikari a combatterli. In cambio, lei li portò sul suo pianeta, dove la squadra aiutò i Kwai a radunare le risorse necessarie allo spostamento in un'altra zona, e diedero ai Legionari informazioni e materiali ad aggiustare l'avamposto danneggiato e renderlo abitabile.
In più, Kid Quantum scoprì che la "stella ferale" che portarono i Kwai lontano dalla loro regione era infatti il Legionario ERG-1, che Shikari accidentalmente rinominò Wildfire, un nome che gli andava a pennello.
Al centro, scoprirono una spaccatura nello spazio-tempo che li avrebbe portati a casa, ma in realtà era una prigione per una creatura chiamata Omniphagos - qualcosa che mangiava tutta la materia nel suo cammino - e che fu accidentalmente liberato dalla Progenie, e furono così costretti a rinchiuderlo ancora una volta.
Shikari e la Legione furono catturati dalla Progenie e portati al loro creatore, il Progenitore, che si rivelò essere il Legionario Element Lad. Si venne a sapere che un miliardo di anni prima quando l'avamposto passò nell'universo normale, furono create tutte le razze nel settore - inclusi Kwai e Progenie, un fatto che scioccò Shikari non poco. Infine, dopo aver ucciso la Legionaria Monstress e liberato l'Omniphagos per esperimenti, Live Wire sacrificò la sua vita per uccidere sia Element Lad che l'Omniphagos. Le abilità di rintracciamento di Shikari diressero il resto della squadra attraverso la prigione di Omniphagos e quindi a casa.
Qui, fu separata dalla squadra per una "quarantena" e fu vivisezionata finché non fu salvata da Triad, che la portò dal "Ragazzo Rimbalzante", sulla nave di Chuck Taine, dove in cambio la aiutò a salvare gli altri Legionari "perduti" che stavano per essere affogati in un fango tossico. L'intero gruppo fu portato sul Legion World, un pianetoide artificiale costruito per essere il quartier generale della Legione quando metà del gruppo fu "perduto".
Brainiac 5 costruì un teletrasporto Treshold basato sulla spaccatura vista nello spazio, che fu la prigione di Omniphagos, ma che fu dipendente dai poteri di rintracciamento di Shikari per funzionare. Dopo aver ritrovato Spark sul suo pianeta natale come test, Shikari aiutò un gruppo di Legionari in visita su Kwai per aiutarli a tramutare il sistema Treshold in una rete di teletrasporto pratico. I Kwai acconsentirono, mentre lei rimase sulla Terra per aiutare la Legione a sconfiggere Ra's al Ghul, che usurpò la presidenza dei Pianeti Uniti.
Successivamente, Shikari rimase un membro fondamentale della Legione, giocando ruoli importanti nella sconfitta di Computo ed Universo.
Alla fine dello special Teen Titans/Legion, la maggioranza della squadra sembrò scomparire dall'esistenza. Shikari fu l'unica Legionaria ad essere depositata nella nuova terza versione della Legione. Non comparve nella nuova versione della squadra, invece svanì durante la Crisi infinita. La Legione e Shikari fecero ritorno separatamente alla Terra-247, come descritto in Crisi Infinita n. 6.
Shikari comparve poi nella miniserie Crisi finale: la Legione dei 3 mondi, intrappolata nel limbo insieme al resto della Legione post-Ora Zero, affermando che non poteva seguire delle tracce nel vuoto dello spazio. Furono tutti salvati dal Brainiac 5 pre-Crisi, e portati al mondo della Legione pre-Crisi perché aiutassero a sconfiggere Superboy-Prime e la Legione dei Supercriminali.

## Poteri e abilità
Dandole tempo, Shikari può rintracciare una via per trovare ogni oggetto o area, se la strada che conduce lì esiste. Questo potere può essere utilizzato per creare illusioni; possiede anche un esoscheletro retrattile e armaturizzato, e può rimanere infinitamente attiva nel vuoto dello spazio. Mentre le sue ali insettoidi si muovono mentre vola, possiede anche l'abilità di volare nello spazio.